# منصة التزحلق في إنسبروك
في ديسمبر عام 1999، فازت زها حديد بالمسابقة العالمية لمنصة التزحلق الجديدة في جبل بيرجسل في إنسبروك. وقد تم افتتاحه عام 2002. ويُعد هذا المشروع علامة مميزة في المدينة وأحد أهم المعالم السياحية المهمة بها.

## عن المشروع
هو جزء من مشروع تجديد حلبة الألومبياد، التي لم تُعد تتوافق مع المقاييس الدولية. وكانت المنصة موجودة منذ ستينيات القرن الماضي، حيث كانت تُقام فيها دورة الألعاب الأولمبية الشتوية. إلا أن الرغبة في تجديدها لتُصبح منصة جديدة مختلفة تمامًا عن سابقتها. ويحتوي المبنى خليطًا من التجهيزات الرياضية العالمية ومقهى ومطعم وشرفة للرؤية. وتتحد هذه العناصر المختلفة في تكوين واحد جديد، يتمتع بانسيابية عالية ويتناغم مع طبقات الأرض التي شُيدت عليها. يمتد على ميول الأرض لأعلى قمة الجبل، وعلى طول حوالي 90 مترًا وارتفاع 50 مترًا. إنشائيًا، ينقسم المبنى إلى برج خرساني رأسي وإنشاء فراغي من الحديد. ويُوجد مصعدان بنوافذ زجاجية لنقل الزائرين إلى المقهى الموجود على ارتفاع 40 مترًا فوق ظهر جبل بيرجسيل. ومن هذا الارتفاع، بالإمكان التمتع بجبال الألب المحيطة وكذلك، مُشاهدة المتزحلقين على الثلج وهم يطيرون فوق خط سماء المدينة.